# Eyraud-Crempse-Maurens
Eyraud-Crempse-Maurens ist eine französische Gemeinde mit 1.666 Einwohnern (Stand: 1. Januar 2022) im Département Dordogne in der Region Nouvelle-Aquitaine. Die Gemeinde gehört zum Arrondissement Périgueux und zum Kanton Périgord Central.
Sie entstand mit Wirkung vom 1. Januar 2019 als Commune nouvelle durch Zusammenlegung der bis dahin selbstständigen Gemeinden Maurens, Laveyssière, Saint-Jean-d’Eyraud und Saint-Julien-de-Crempse, die fortan den Status von Communes déléguées besitzen. Der Verwaltungssitz befindet sich in Maurens.

## Gemeindegliederung
| Commune déléguée          | ehemaliger INSEE-Code | PLZ   | Fläche (km²) | Einwohnerzahl (2022) |
| ------------------------- | --------------------- | ----- | ------------ | -------------------- |
| Maurens (Verwaltungssitz) | 24259                 | 24140 | 22,58        | 1.119                |
| Laveyssière               | 24233                 | 24130 | 06,70        | .0129                |
| Saint-Jean-d’Eyraud       | 24427                 | 24140 | 10,05        | .0215                |
| Saint-Julien-de-Crempse   | 24431                 | 24140 | 11,18        | .0203                |

## Geographie
Eyraud-Crempse-Maurens liegt ca. 33 km südwestlich von Périgueux und ca. 10 km nördlich von Bergerac in dessen Einzugsbereich (Aire urbaine) im Gebiet Landais der historischen Provinz Périgord.
Umgeben wird Eyraud-Crempse-Maurens von den zehn Nachbargemeinden:
| Église-Neuve-d’Issac | Beleymas                                    | Montagnac-la-Crempse |
| Les Lèches Lunas     | Kompassrose, die auf Nachbargemeinden zeigt | Campsegret Queyssac  |
| Ginestet             | Bergerac                                    | Lembras              |

Eyraud-Crempse-Maurens liegt im Einzugsgebiet des Flusses Dordogne.

## Sehenswürdigkeiten
| Name                                   | Ort                     | Bemerkungen                                             | Bild |
| -------------------------------------- | ----------------------- | ------------------------------------------------------- | ---- |
| Pfarrkirche Notre-Dame-de-l’Assomption | Maurens                 |                                                         |      |
| Pfarrkirche Notre-Dame de la Nativité  | Laveyssière             | 12. Jahrhundert                                         |      |
| Pfarrkirche Saint-Jean-Baptiste        | Saint-Jean-d’Eyraud     | 12. Jahrhundert, als Monument historique eingeschrieben |      |
| Herrenhaus Caville                     | Saint-Jean-d’Eyraud     | Chartreuse aus dem 18. Jahrhundert                      |      |
| Pfarrkirche Saint-Julien               | Saint-Julien-de-Crempse |                                                         |      |
| Herrenhaus Le Grand Vignoble           | Saint-Julien-de-Crempse | 17. Jahrhundert                                         |      |

## Wirtschaft und Infrastruktur

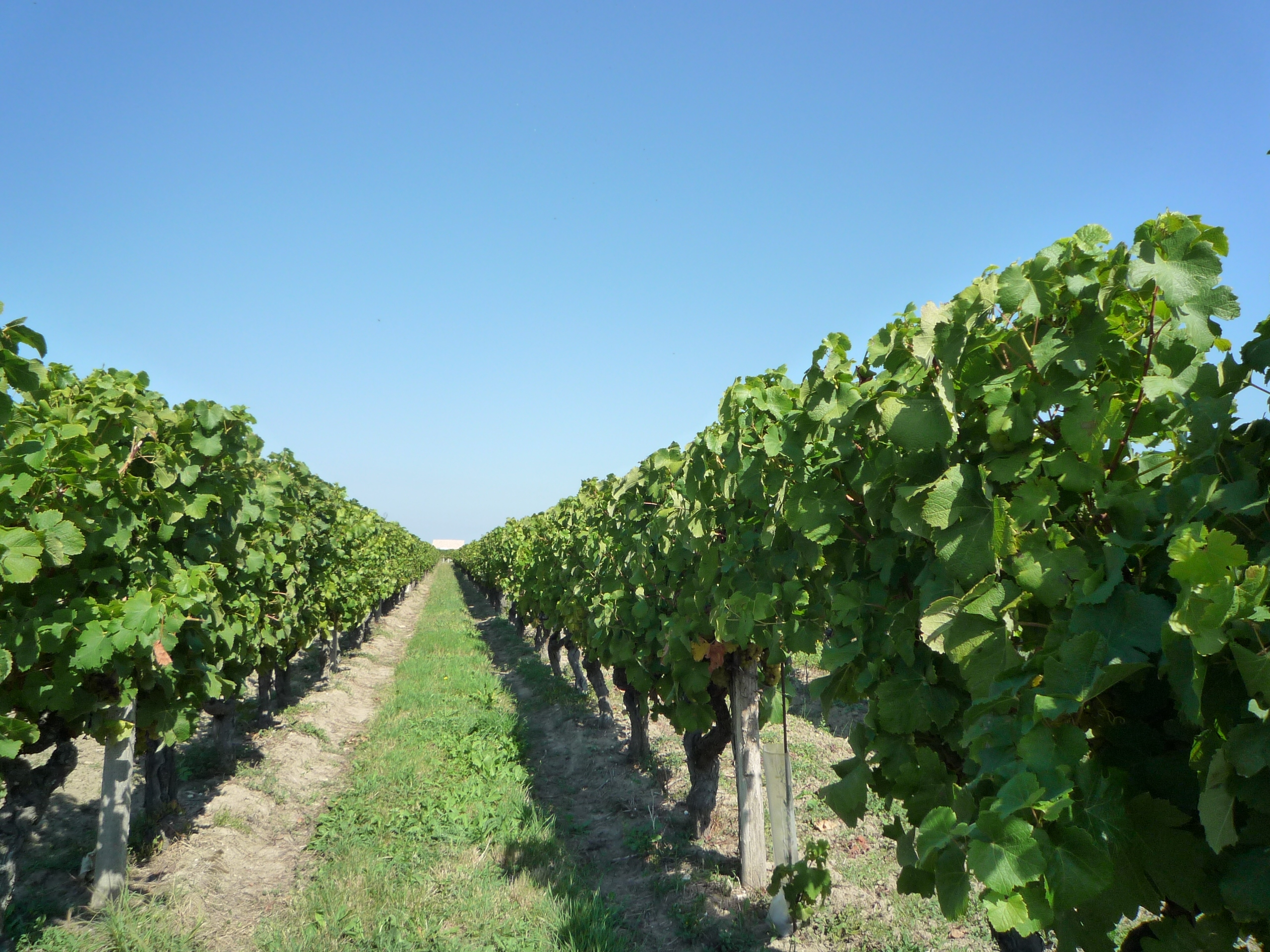
Weinberg der AOC Rosette

Eyraud-Crempse-Maurens liegt in den Zonen AOC des Bergerac mit den Appellationen Bergerac (blanc, rosé, rouge) und Côtes de Bergerac (blanc, rouge) und des Rosette, eines süßen Weißweins.

### Bildung
Die Gemeinde verfügt über eine öffentliche Vor- und Grundschule mit 104 Schülerinnen und Schülern im Schuljahr 2018/2019.

### Sport und Freizeit
Der Fernwanderweg GR 654 von Namur in Belgien über Vézelay nach Montréal-du-Gers im Département Gers führt auch durch das Zentrum der Gemeinde.

### Verkehr
Die Gemeinde ist erreichbar über die Routes départementales 4, 4E3, 15, 21E1, 107 und 709, die ehemalige Route nationale 709.